# Chevalier de Fréminville
Pour les articles homonymes, voir Fréminville.
Christophe-Paulin de La Poix de Fréminville, dit le Chevalier de Fréminville (24 janvier 1787 à Ivry-sur-Seine - 12 janvier 1848 à Brest), est un officier de marine, savant, archéologue et écrivain français. Capitaine des frégates du roi, il est fait chevalier de l'ordre royal et militaire de Saint-Louis et de celui de l'ordre du Christ de Portugal. Il est par ailleurs membre des sociétés de philomathique et d'histoire naturelle de Paris.

## Biographie
Fréminville appartenait, par son père et par sa mère, à deux familles d'ingénieurs : il est le fils aîné d'Elisabeth Théodore de la Poix de Freminville, ingénieur dans les Ponts et Chaussées au Havre de Grâce, et de Marie Adélaïde de Chezy (fille d'Antoine Chézy).
Il commence sa carrière maritime en 1801, alors âgé de quatorze ans, comme aide de camp amateur de La Touche-Tréville. Il se distingue sur la canonnière l’Etna, lors de la seconde attaque de Boulogne par Nelson. Il participe à l'expédition de Saint-Domingue, d'abord comme novice à bord de l’Intrépide, puis sur la Valeureuse. Il revient en France à bord du Swiftsure, qui ramène le corps du général Leclerc, l'époux de Pauline Bonaparte.
De retour en janvier 1803, il est promu enseigne. La même année, il est blessé dans un combat entre la canonnière qu'il monte et une frégate britannique. En 1806, sur la Sirène commandée par le capitaine Le Duc, il fait partie de la division des frégates envoyées dans les mers voisines du pôle boréal pour détruire les baleiniers anglais. Pendant la campagne, il remplit la triple fonction de major des signaux, adjudant de la division et hydrographe. Après avoir relevé l'île d'Enckuysen,, l'expédition pousse jusqu'à 10 lieues de la pointe sud du Spitzberg, sans pouvoir y aborder. Après avoir fait quelques prises, elle revient vers l'Islande, où Fréminville détermina avec soin plusieurs points du littoral, puis croise en Irlande. La Sirène et une autre des frégates reviennent en France en septembre 1807.
Fréminville est promu lieutenant de vaisseau en 1811. Il s'installe à Brest à partir de 1815, ville qu'il habite jusqu'à la fin de ses jours. De 1818 à 1827, il navigue successivement sur le Rhône, la Néréide, la Bonite et l’Adour, dans la Baltique, à la côte occidentale d'Afrique et aux deux Amériques, recueillant partout des observations, soit d'archéologie, soit d'histoire naturelle, et demandant en vain le commandement d'une expédition de découvertes autour du monde. En 1829, on le chargea seulement d'expérimenter le loch Bouguer qu'il condamne. En 1827, il est promu capitaine de frégate.
Royaliste de cœur, il accueille la Restauration avec joie et lors de la Révolution de Juillet, il essaye de relever le drapeau blanc dans les Côtes-du-Nord.
Admis à la retraite l'année suivante, il se consacre exclusivement à ses travaux d'histoire naturelle et d'archéologie jusqu'à sa mort, survenue à Brest le 12 janvier 1848,.

## Amateur d'archéologie
Disciple de Cambry, il est membre depuis 1810 de l'Académie celtique, laquelle académie devient Société royale des Antiquaires de France sous sa présidence en 1816. Installé à Brest et membre de l'association du « Temple », se voulant la « continuatrice » de l'ordre des Templiers, il fonde les études archéologiques en Basse-Bretagne, publiant notamment un Cours d'études des Antiquités nationales et Les Antiquités du Finistère. Il relate ses multiples excursions archéologiques dans les départements du Finistère, des Côtes d'Armor et du Morbihan dans les Antiquités de la Bretagne entre 1827 et 1844. Comme ses contemporains, il considère les monuments mégalithiques comme des monuments celtiques et voit dans les dolmens des temples grossiers pour les druides.

Dessins du Chevalier de Fréminville
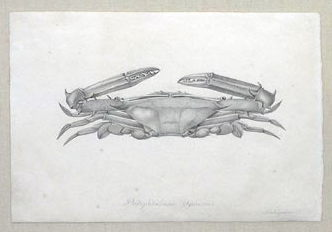
Étude de crabe Podophtalmus Spinolis
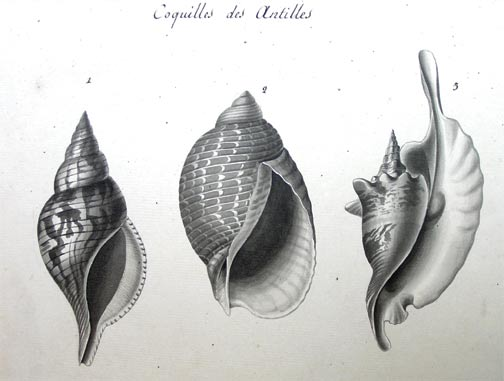
Étude de coquilles des Antilles
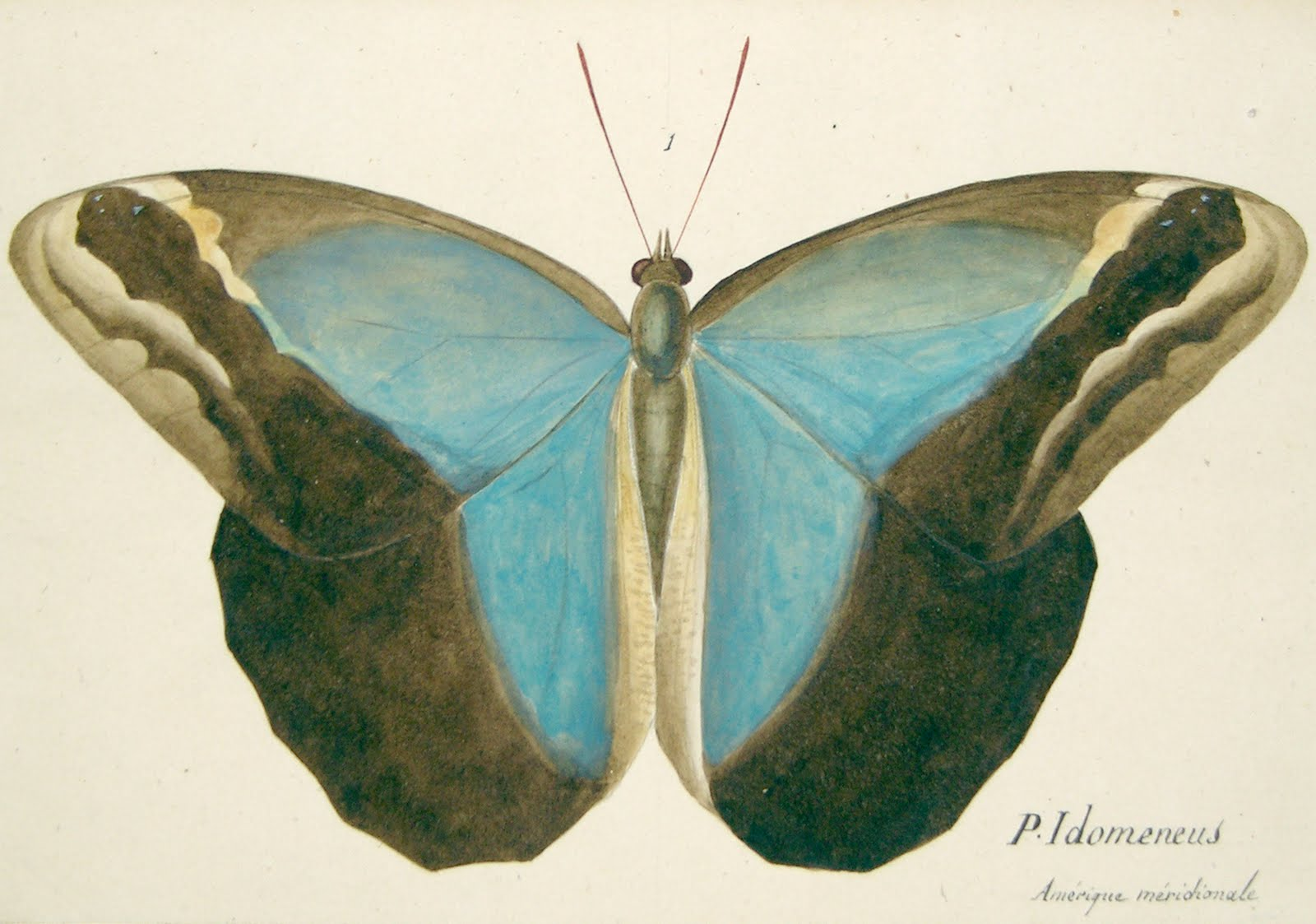
Étude de papillon Caligo idomeneus
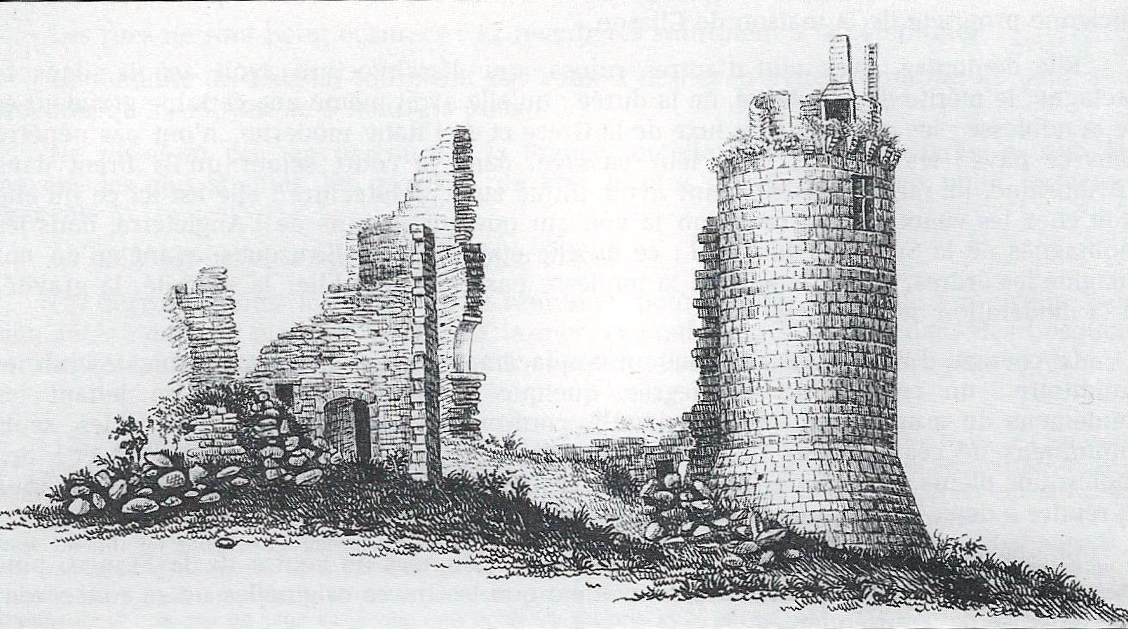
Les ruines du château de Carman en 1836 (en Kernilis).

## Amateur de travestissement
Après la mort de son unique amour, Caroline, rencontrée aux Saintes, il prend l'habitude de s'habiller en femme, au début avec les toilettes de sa belle disparue, puis en véritable femme du monde. Il publie un Essai sur l'influence du costume féminin qu'il signe sous le pseudonyme de « Caroline de L. ».
Dans ses Mémoires, il raconte ses amours avec une Créole des Saintes, évoque la révolte des esclaves de Saint-Domingue et leur génocide par Leclerc, parle de la traite des Noirs, de la fièvre jaune, etc.
En raison de son goût pour le travestissement en costume féminin, ce qui fait sensation à Brest, il est aussi connu sous les noms de  « Mademoiselle Pauline » et  « La chevalière ».

## Ouvrages
- Chevalier de Fréminville, Le Combat des Trente, poëme du XIVe siècle, transcrit…, Brest, Lefournier et Deperiers, 1819, 39 p. (BNF 33312045, lire en ligne)
- Chevalier de Fréminville, Antiquités de la Bretagne, Brest, Lefournier et Deperiers, 1827-1837 (BNF 30463352)7 parties en 4 vol. Monuments du Morbihan ; Finistère. - 2 vol. ; Côtes du Nord
- Chevalier de Fréminville, Essai sur l'influence physique et morale du costume féminin, par Caroline de L***, née de L. P***, Brest, Imp. de Stahl, 1831, 19 p. (BNF 33373874)
- Chevalier de Fréminville, Antiquités de la Bretagne : Côtes-du-Nord, Brest, J.-B. Lefournier, 1837, 416 p. (BNF 39777254, lire en ligne)
- Chevalier de Fréminville, Notice sur des pièces d'artillerie du XVIe siècle récemment retrouvées dans le port de Brest, provenant du château de cette ville, Brest, J.-B. Lefournier, 1837, 18 p. (BNF 30463359)
- Chevalier de Fréminville, Voyage dans le Finistère, Brest, J.-B. Lefournier, 1836, 480 p. (BNF 30188764)
- Jacques Cambry et Chevalier de Fréminville, Voyage dans le Finistère : Nouv. éd. / accompagnée de notes historiques, archéologiques, physiques et de la flore et de la faune du département, Brest, Come aîné et Bonetbeau fils, 1835, 480 p. (BNF 30188764)
- Chevalier de Fréminville, Mémoires sur le monument druidique de l'île de Gavrennez et sur les carneilloux ou anciens cimetières des Celtes armoricains, Paris, E. Duverger, 1838, 24 p. (BNF 30463357)
- Chevalier de Fréminville, Notice sur quelques monuments de l'ordre des Templiers dans le département des Côtes-du-Nord, Paris, E. Duverger, 1840, 17 p. (BNF 30463360, lire en ligne)
- Chevalier de Fréminville, Histoire de Bertrand Du Guesclin, Connétable de France et de Castille, considérée principalement sous le rapport stratégique, poliorcétique et militaire en général, Brest, A. Proux, 1841, 522 p. (BNF 30463356, lire en ligne)
- Chevalier de Fréminville, Rapport d'une tournée archéologique faite dans l'arrondissement de Lannion, SL, 1842, 31 p. (BNF 30463361)Extrait des Mémoires de la Société royale des antiquaires de France. T. XVI
- Chevalier de Fréminville, Considérations générales sur les mœurs et les habitudes des serpents, Brest, A. Proux, 1842, 24 p. (BNF 30463354)
- Chevalier de Fréminville, Le Guide du voyageur dans le département du Finistère, ou Description des monuments anciens et modernes et autres objets curieux qu'il renferme, Brest, A. Proux, 1844, 292 p. (BNF 30463355)
- Chevalier de Fréminville et Eugène Herpin, Mémoires du chevalier de Fréminville (1787-1848), capitaine des frégates du roi, Paris, H. Champion, 1913, 266 p. (BNF 32128807)
- Chevalier de Fréminville et Jean Merrien, Un certain chevalier de Fréminville, 1787-1848, marin, naturaliste, antiquaire de la Bretagne, ultra légitimiste et romantique, Paris, Éditions maritimes et d'outre-mer, 1970, 287 p. (BNF 41648191)
- Louis-Marie Bajot et Chevalier de Fréminville, Annales maritimes et coloniales : recueil de lois et ordonnances royales, règlemens et décisions ministériels, mémoires, observations et notices particulières, et généralement de tout ce qui peut intéresser la marine et les colonies, sous les rapports militaires, administratifs, judiciaires, nautiques, consulaires et commerciaux, Paris, Imprimerie royale, 1819, 978 p. (BNF 32694602, lire en ligne)Relation Sommaire d'un Voyage fait en 1806 au Pôle boréal, sur la frégate La Syrène, avec une Notice physique et géogragraphique sur île d'Islunde ; Année 1819, IIe partie, Notice n° 57, page 537
- Louis-Marie Bajot et Chevalier de Fréminville, Annales maritimes et coloniales : recueil de lois et ordonnances royales, règlemens et décisions ministériels, mémoires, observations et notices particulières, et généralement de tout ce qui peut intéresser la marine et les colonies, sous les rapports militaires, administratifs, judiciaires, nautiques, consulaires et commerciaux, Paris, Imprimerie royale, 1820, 1054 p. (BNF 32694602, lire en ligne)Mémoire sur l'état actuel de l'Hydrographie des Mers boréales ; Année 1820, IIe partie, Notice n° 1, page 5
- Louis-Marie Bajot et Chevalier de Fréminville, Annales maritimes et coloniales : recueil de lois et ordonnances royales, règlemens et décisions ministériels, mémoires, observations et notices particulières, et généralement de tout ce qui peut intéresser la marine et les colonies, sous les rapports militaires, administratifs, judiciaires, nautiques, consulaires et commerciaux, Paris, Imprimerie royale, 1821, 1116 p. (BNF 32694602, lire en ligne)Observations sur l'Expédition exécutée au nord-ouest, par le Capitaine Parry, commandant les navires l'Hekla et le Gripper ; Année 1821, IIe partie, Notice n° 29, page 140
- Louis-Marie Bajot et Chevalier de Fréminville, Annales maritimes et coloniales : recueil de lois et ordonnances royales, règlemens et décisions ministériels, mémoires, observations et notices particulières, et généralement de tout ce qui peut intéresser la marine et les colonies, sous les rapports militaires, administratifs, judiciaires, nautiques, consulaires et commerciaux, Paris, Imprimerie royale, 1827, 836 p. (BNF 32694602, lire en ligne)Examen sommaire des Expéditions de découvertes et des progrès de la Géographie pendant le XVIIIe siècle, ; Année 1827, IIe partie, Tome 1, Notice n° 3, page 34
- Louis-Marie Bajot et Chevalier de Fréminville, Annales maritimes et coloniales : recueil de lois et ordonnances royales, règlemens et décisions ministériels, mémoires, observations et notices particulières, et généralement de tout ce qui peut intéresser la marine et les colonies, sous les rapports militaires, administratifs, judiciaires, nautiques, consulaires et commerciaux, Paris, Imprimerie royale, 1827, 788 p. (BNF 32694602, lire en ligne)Continuation du Mémoire sur les expéditions de découvertes, et les progrès de la Géographie, pendant le XVIIIe siècle ; Année 1827, IIe partie, Tome 2, Notice n° 1, page 17